# Carl Kuhlmann (Schauspieler)

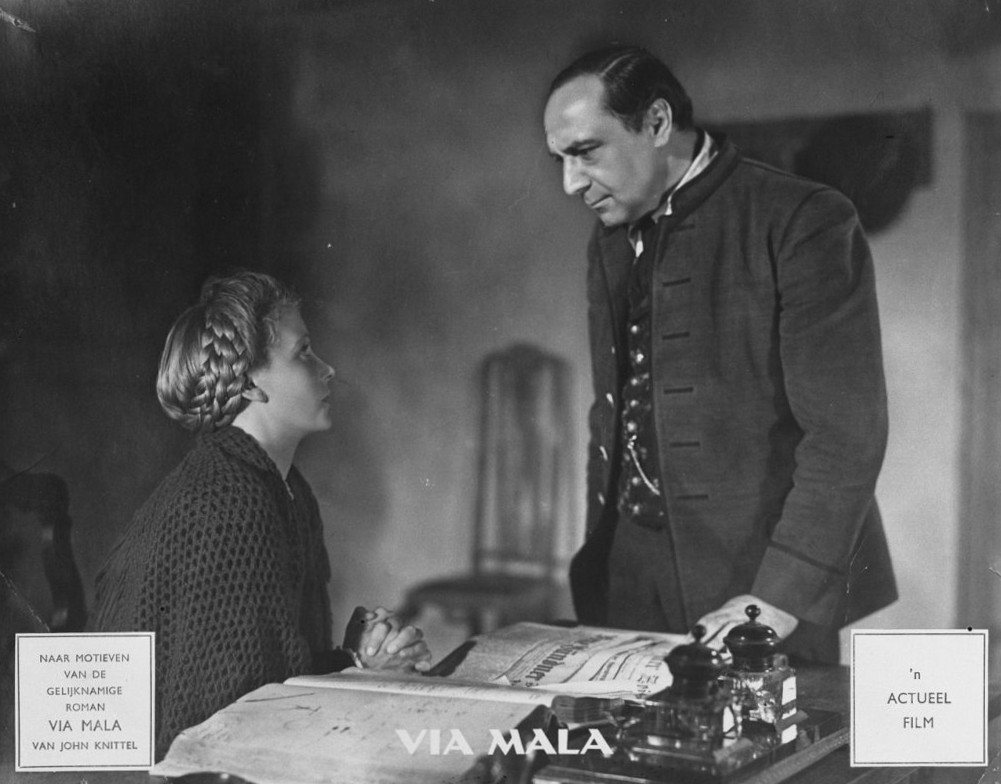
Carl Kuhlmann (rechts) mit Karin Hardt in dem Film Via Mala (1945)

Carl Kuhlmann (* 25. April 1899 in Bremen; † 18. Juli 1962 in Berlin) war ein deutscher Schauspieler.

## Leben
Kuhlmann absolvierte zunächst eine Kaufmannslehre. Später schloss er sich einer Zirkustruppe an, für die er zwei Jahre als Manegeschauspieler tätig war.
Danach begann Kuhlmann eine langjährige Karriere als Bühnenschauspieler. Er erhielt Engagements am Schillertheater Altona (1923–28 sowie 1929/30), am Carl-Schultze-Theater in Hamburg (1928/29), am Stadttheater Altona (1930–37), an der Berliner Volksbühne (1937–43). Kuhlmann stand 1944 in der Gottbegnadeten-Liste des Reichsministeriums für Volksaufklärung und Propaganda.
Nach dem Ende des Nationalsozialismus spielte er am Berliner Hebbel-Theater (1945–50), am dortigen Schiller- und Schlosspark-Theater (1950–53), am Schauspielhaus Zürich (1953) sowie am Deutschen Schauspielhaus Hamburg (1953–55).
Zu seinen bekannteren Bühneninterpretationen zählen der „Sosias“ in Kleists Amphitryon (Heidelberger Festspiele 1937 sowie siebzehn Jahre später am Dt. Schauspielhaus Hamburg), der „Julius Cäsar“ in Shaws Cäsar und Cleopatra (Volksbühne Berlin 1938/39), der „Demokos“ in Giraudoux’ Der trojanische Krieg findet nicht statt (Hebbel-Theater Berlin 1947), der „Catonnier“ in Zuckmayers Gesang im Feuerofen (Schiller-Theater Berlin 1951), Schillers Wilhelm Tell (Dt. Schauspielhaus Hamburg 1954), der „Junker Tobias Rülp“ in Shakespeares Was ihr wollt (Schauspielhaus Zürich 1954) und der „Falstaff“ in Molières Die Schule der Frauen (Zürich 1954).
Daneben spielte er ab 1937 (La Habanera) in zahlreichen Spielfilmproduktionen. Dazu zählen Liebesfilme wie Altes Herz geht auf die Reise, Komödien wie Frauen sind doch bessere Diplomaten, Literaturverfilmungen wie Nora, Dramen wie Stimme des Herzens, aber auch tendenziöse Machwerke wie die antisemitischen Propagandafilme Die Rothschilds und Wien 1910. 1943 wirkte er auch in der erst nach dem Krieg uraufgeführten John-Knittel-Verfilmung Via Mala mit. Nach Kriegsende konnte Kuhlmann seine Karriere fortsetzen. Er spielte unter anderem in dem Agententhriller Epilog und der Komödie Krach im Hinterhaus.
Darüber hinaus arbeitete er als Sprecher für Hörfunk und Synchronisation und lieh seine Stimme u. a. Andrea Bosic (Die Fahrten des Odysseus) und Ralph Richardson (Der unbekannte Feind).

## Filmografie
- 1937: La Habanera
- 1938: Ein Mädchen geht an Land
- 1938: Am seidenen Faden
- 1938/47: Altes Herz geht auf die Reise
- 1939: Der Vorhang fällt
- 1939: Mann für Mann
- 1939/41: Frauen sind doch bessere Diplomaten
- 1940: Die Rothschilds
- 1940: Die keusche Geliebte
- 1941: Heimaterde
- 1942: Stimme des Herzens
- 1942: Wien 1910
- 1944: Nora
- 1944: Leuchtende Schatten (unvollendet)
- 1945: Die Jahre vergehen
- 1945: Via Mala
- 1945: Dr. phil. Döderlein (unvollendet)
- 1948: Vor uns liegt das Leben
- 1949: Tragödie einer Leidenschaft
- 1949: Krach im Hinterhaus
- 1950: Epilog – Das Geheimnis der Orplid
- 1953: Käpt’n Bay-Bay
- 1959: Der Nobelpreis
- 1961: Unseliger Sommer
- 1961: Ein wahrer Held
- 1962: Der rote Hahn